# Indigo und die 40 Räuber
 (novembre 2023).
Si vous disposez d'ouvrages ou d'articles de référence ou si vous connaissez des sites web de qualité traitant du thème abordé ici, merci de compléter l'article en donnant les références utiles à sa vérifiabilité et en les liant à la section « Notes et références ».
Versions successives
Indigo und die 40 Räuber (Indigo et les Quarante Voleurs) ou Tausend und eine Nacht (Les Mille et Une Nuits) est la première opérette composée par Johann Strauss II et créée le 10 février 1871 au Theater an der Wien à Vienne. 
Le livret, basé sur le conte de fées Ali Baba et les Quarante Voleurs tiré des Mille et Une Nuits, est attribué au co-directeur du théâtre, Maximilian Steiner, mais est l’œuvre de plusieurs librettistes et a subi de nombreuses transformations au cours des années.

## Synopsis
L'action se déroule sur l'île de Makassar au XIXe siècle.
La jeune Fantasca et son compagnon Janio, originaires de Vienne, font naufrage. Ils sont sauvés puis vendus au roi Indigo de Makassar comme esclaves. Ce dernier tombe amoureux de Fantasca et l'emmène dans son harem, où il la garde prisonnière. Cependant, il n'a aucune chance avec elle. Pour la convaincre, il demande conseil à Janio, qu'il désigne également comme son conseiller. Cela suscite à son tour la jalousie de l'influent grand prêtre Romadour, également originaire de Vienne. Il considère la nomination de Janio comme une menace pour sa propre position à la cour du roi.
Avec l'aide d'Ali Baba, Fantasca et d'autres dames du harem planifient leur évasion. Romadour adhère cependant rapidement à ce projet. Il voit l'opportunité de se débarrasser du détesté Janio car il suppose à juste titre qu'il rejoindra Fantasca dans sa fuite. C'est pourquoi il ne dévoile pas à Indigo le plan d'évasion, qui réussit rapidement. Les fuyards se cachent dans une forêt où ils se déguisent en voleurs. Les troupes du roi qui les poursuivent ne les reconnaissent pas sous leurs déguisements et se croient face à de dangereux voleurs. Ils fuient par peur.
Les jeunes gens sont sauvés. Cependant, Ali Baba et Janio décident de profiter de la situation et d’assurer officiellement leur liberté : ils droguent Fantasca et les autres femmes et les ramènent à la cour royale, toujours déguisés en voleurs. Le roi, qui avait offert une récompense pour la capture des voleurs, doit tenir parole et libérer Fantasca, Janio et Ali Baba en guise de récompense.

## Distribution de la création
| Rôle                                          | Typologie vocale | Theater an der Wien, 10 février 1871 |
| --------------------------------------------- | ---------------- | ------------------------------------ |
| Ali Baba, un ânier                            | ténor            | Josef Szika                          |
| Indigo, roi de Makassar                       | ténor            | Carl Matthias Rott                   |
| Romadour, grand-prêtre                        | baryton          | Carl Adolf Friese                    |
| Janio, joyeux conseiller                      | ténor            | Albin Swoboda                        |
| Fantasca                                      | soprano          | Marie Geistinger                     |
| Piastrella                                    | soprano          | Franziska Mellin                     |
| L'Impératrice                                 | soprano          | Albertina Stauber                    |
| Dalfemio, ministre des Finances               |                  |                                      |
| Corruptio, ministre de la Justice             |                  |                                      |
| Behemio, ministre de la Guerre                |                  |                                      |
| Etrillio, ministre de la Police               |                  |                                      |
| Girouetto, président de l'assemblée du peuple |                  |                                      |
| Chimerico, poète                              |                  |                                      |
| Femmes du harem, eunuques, peuple (chœur)     |                  |                                      |

## Historique
Cette opérette étrenne la série de 16 œuvres scéniques de Johann Strauss (15 opérettes et un opéra). Elle est créée le 10 février 1871 au Theater an der Wien, avec Marie Geistinger, co-directrice du théâtre, dans le rôle de Fantasca. Le livret est révisé plusieurs fois au fil des ans, notamment par Richard Genée, mais sans grand succès. 
Une adaptation française d'Adolphe Jaime et Victor Wilder est donnée en 1875 au théâtre de la Renaissance à Paris sous le titre La Reine Indigo, avant de revenir en 1877 à Vienne sous ce nouveau titre, où elle est de nouveau jouée pendant une courte période au Theater an der Wien.
Leo Stein, Karl Lindau et Ernst Reiterer créent en 1906 une version entièrement remaniée, tant du point de vue du livret que de la musique, intitulée Tausend und eine Nacht (Les Mille et Une Nuits). Dans cette version, l'œuvre est jouée occasionnellement dans divers théâtres et festivals (par exemple au festival de Bregenz).

## Partition
Les airs les plus connus de l’œuvre sont :
- « Ja so singt man in der Stadt, wo ich geboren[3] » ;
- « Wie schön war diese Nacht » » (Traumlied)[4] ;
- Schlummerlied (« Berceuse ») ;
- Indigo-Marsch (« Marche d'Indigo ») ;
- « Ein lust'ger Rath zu sein, von des Königs Gnad', ach das ist sehr fad[5] » ;
- « Es haust bei uns im Land[6] » ;
- « Ein Bettler zog zum Wald hinaus[7] ».

Le compositeur conçoit dans la foulée plusieurs pièces orchestrales basées sur les motifs de cette opérette, désignés dans son catalogue sous les numéros d'opus 343 à 351 :
- Shawl-Polka, op. 343, polka française ;
- Indigo-Quadrille, op. 344, quadrille ;
- Auf freiem Fuße, op. 345, polka française ;
- Tausend und eine Nacht, op. 346, valse ;
- Aus der Heimath, op. 347, polka mazurka ;
- Im Sturmschritt, op. 348, polka rapide ;
- Indigo-Marsch, op. 349 ;
- Lust’ger Rath, op. 350, polka française ;
- Die Bajadere, op. 351, polka rapide.

## Interprétations notables
Des extraits instrumentaux de l'opérette ou de pièces basées sur celles-ci sont joués lors du concert du nouvel an à Vienne : 
- L'ouverture, en 1945 (dir. Clemens Krauss), 1946 (dir. Josef Krips), 1971 (dir. Willi Boskovsky), 1983 (dir. Lorin Maazel), 1993 (dir. Riccardo Muti) et 2008 (dir. Georges Prêtre) ;
- La valse Tausend und eine Nacht, en 1949 (dir. Clemens Krauss), 1962 et 1970 (dir. Willi Boskovsky), 1992 (dir. Carlos Kleiber), 2005 (dir. Lorin Maazel) et 2017 (dir. Gustavo Dudamel).
- La polka Im Sturmschritt, en 1990 (dir. Zubin Mehta), 2004 (dir. Riccardo Muti), 2016 (dir. Mariss Jansons).
- La polka Die Bajadere, en 1997 (dir. Riccardo Muti), 2005 (dir. Lorin Maazel), 2008 (dir.Georges Prêtre), 2025 (dir. Riccardo Muti).

### Discographie
- Rita Streich, Helmut Krebs, Oto Albrecht, Josef Dienstbier, Anneliese Rothenberger, Josef Olah, Hans Herber Fiedler, chœur et orchestre de la Nordwestdeutscher Rundfunk, Wilhelm Stephan (dir.) - 1952 - rééd. Line Music, 2009 (CD)
- Ilse Mentzel, Herbert Ernst Groh, Rosl Seegers, Adi Appelt, Inge Toxen, chœur et orchestre symphonique de la radio de berlin, Otto Dobrindt (dir.) - 1953